# Municipio de Vassar
El municipio de Vassar (en inglés: Vassar Township) es un municipio ubicado en el condado de Tuscola en el estado estadounidense de Míchigan. En el año 2010 tenía una población de 4093 habitantes y una densidad poblacional de 44,74 personas por km².

## Geografía
El municipio de Vassar se encuentra ubicado en las coordenadas 43°20′53″N 83°31′35″O / 43.34806, -83.52639. Según la Oficina del Censo de los Estados Unidos, el municipio tiene una superficie total de 91.48 km², de la cual 90,77 km² corresponden a tierra firme y (0,78 %) 0,72 km² es agua.

## Demografía
Según el censo de 2010, había 4093 personas residiendo en el municipio de Vassar. La densidad de población era de 44,74 hab./km². De los 4093 habitantes, el municipio de Vassar estaba compuesto por el 96,99 % blancos, el 0,42 % eran afroamericanos, el 0,34 % eran amerindios, el 0,07 % eran asiáticos, el 0,83 % eran de otras razas y el 1,34 % eran de una mezcla de razas. Del total de la población el 2,54 % eran hispanos o latinos de cualquier raza.